# Ochthera nigripes
Ochthera nigripes är en tvåvingeart som först beskrevs av Günther Enderlein 1922.  Ochthera nigripes ingår i släktet Ochthera och familjen vattenflugor. Inga underarter finns listade i Catalogue of Life.